# Gmina Aaskov
Gmina Aaskov (duń. Aaskov Kommune) - istniejąca w latach 1970-2006 gmina w Danii w  okręgu Ringkjøbing Amt. Siedzibą władz gminy było miasto Kibæk. Gmina Aaskov została utworzona 1 kwietnia 1970 na mocy reformy podziału administracyjnego Danii. Po kolejnej reformie administracyjnej w roku 2007 weszła w skład nowej gminy Herning.

## Dane liczbowe
- Liczba ludności: (♀ 3628 + ♂ 3371) = 6999
  - wiek 0-6: 10,2%
  - wiek 7-16: 15,4%
  - wiek 17-66: 61,9%
  - wiek 67+: 12,5%
- zagęszczenie ludności: 29,4 osób/km²
- bezrobocie: 3,1% osób w wieku 17-66 lat
- cudzoziemcy z UE, Skandynawii i USA: 139 na 10 000 osób
- cudzoziemcy z krajów Trzeciego Świata: 259 na 10 000 osób
- liczba szkół podstawowych: 3 (liczba klas: 52)